# Aksana Drahun
Aksana Drahun, accreditata come Oksana Drahun dalla IAAF (in bielorusso Аксана Драгун?; 19 maggio 1981), è un'ex velocista bielorussa.

## Palmarès
| Anno | Manifestazione   | Sede      | !Evento    | Risultato | Prestazione | Note             |
| ---- | ---------------- | --------- | ---------- | --------- | ----------- | ---------------- |
| 2003 | Europei under 23 | Bydgoszcz | 60 m piani | Bronzo    | 11"48       |                  |
| 2003 | Mondiali         | Parigi    | 4×100 m    | 7ª        | 43"47       |                  |
| 2005 | Mondiali         | Helsinki  | 4×100 m    | Bronzo    | 42"56       | Record nazionale |
| 2006 | Europei          | Göteborg  | 4×100 m    | Bronzo    | 43"61       |                  |
| 2007 | Mondiali         | Osaka     | 4×100 m    | 6ª        | 43"37       |                  |
| 2008 | Giochi olimpici  | Pechino   | 4×100 m    | Batteria  | 43"69       |                  |
| 2009 | Europei indoor   | Torino    | 60 m piani | 5ª        | 7"43        |                  |
| 2009 | Mondiali         | Berlino   | 4×100 m    | Batteria  | 44"12       |                  |